# ぐるっと信州ネット
ぐるっと信州ネット（ぐるっとしんしゅうネット）は、八十二銀行と長野県内の全6信用金庫との間のATM出金利用手数料無料提携サービスのことである。

## 概要
2010年3月19日、八十二銀行と県下6信用金庫が同年4月1日付でATM出金利用手数料無料提携サービスを行うと発表し、名称を『ぐるっと信州ネット』と決定した。これにより、八十二銀行が設置する683台及び県下信金がそれぞれ設置する437台（6信金による合計）にて出金手数料が無料で利用出来る様になった。
また本サービスにおいて、各行庫にとってはATMベンダの設置費用やランニングコスト等が削減できるメリットもある。

## 名称の由来
7つの提携金融機関が長野県をぐるっと網羅すると言う意味合いを持つ。

## サービス内容

### 対象金融機関
- 八十二銀行
- 長野県内の信用金庫（長野・松本・上田・諏訪・飯田・アルプス中央）

なお、対象のATMには本サービスのマークを提示している。

### 利用時間と手数料
- 平日 8:45 - 18:00の出金：無料
- 平日 8:00 - 8:45・18:00 - 21:00の出金、土曜・日曜・祝日 9:00 - 17:00の出金：110円

### 対象ATM
- 上記対象金融機関が単独で設置しているATM
- 共同ATMの内、上記対象金融機関の何れかが幹事となるATM

### 対象外ATM
以下のATMは本サービスの対象外となり、下記該当金融機関以外は通常の他行（MICS）利用手数料がかかる。
- 本サービスのマークの無い店外ATM（対象金融機関以外を幹事金融機関とする共同CDなど）
- コンビニATM「ローソンATM」（ぐるっと信州ネット内では八十二のみが参加）

### その他
- 入金・通帳利用取引・法人性口座のキャッシュカードによる利用はそれぞれの自行庫ATMのみとなる。
- 各信用金庫相互間については、本サービスとは別にしんきんATMゼロネットサービスが適用される。
- 参加行庫の内、以下のような各行庫毎のポイントサービス等におけるATM手数料優遇は相手行庫ATMでは適用されない。
  - 八十二銀行：「メリットクラブ」、「ICクイックカード＋クレジットカード『HaLuCa』」、「無通帳口座『e-リヴレ』」による時間外手数料優遇
  - 飯田信用金庫：「アップるポイントサービス」による時間外手数料優遇
  - アルプス中央信用金庫：年金の受取等による時間外手数料優遇
- 1月1日 - 3日、5月3日 - 5日は各行庫ともATMを稼動させているが、この期間は提携ネットワーク（MICS）が休止している為にそれぞれの自行庫ATMでしか利用出来ない（ただし、5月3日 - 5日の内の日曜はMICSは通常稼動する為に利用出来る。）。

## 沿革
- 2010年（平成22年）4月1日 - サービスを開始。